# Stezka Nové Anglie
Národní scénická stezka Nové Anglie, v angličtině New England National Scenic Trail, je jedna z více než třiceti Národních turistických stezek ve Spojených států amerických. Jedná se o pěší dálkovou turistickou trasu v Nové Anglii, na severovýchodě Spojených států. Trasa má délku přibližně 350 kilometrů a prochází centrální částí státu Connecticut a západní částí státu Massachusetts. Začíná na pobřeží zálivu Long Island Sound a končí na severu Massachusetts, na hranici s New Hampshire. Stezka vede přes dlouhé hřebeny severní části Appalačského pohoří, říčními údolími, lesy, kulturní krajinou i přes centra historických obcí.
Stezka Nové Anglie je rozdělena do dvaceti úseků, základ turistické trasy tvoří historické stezky: Mattabesett, Metacomet, a Monadnock. Je spravovaná úřadem Správy národních parků. Součástí národních scénických turistických stezek je od března 2009.